# NGC 597
NGC 597 ist eine Balken-Spiralgalaxie vom Hubble-Typ SBbc im Sternbild Bildhauer am Südsternhimmel. Sie ist schätzungsweise 224 Millionen Lichtjahre von der Milchstraße entfernt und hat einen Durchmesser von etwa 95.000 Lichtjahren.
Die Typ-IIP-Supernova SN 2009fr wurde hier beobachtet.
Das Objekt wurde am 25. September 1834 von dem britischen Astronomen John Herschel entdeckt.